# Bout de Zan est patriote
Bout de Zan est patriote és una pel·lícula muda francesa escrita i dirigida per Louis Feuillade i estrenada el 10 de març de 1916.
Aquesta pel·lícula forma part de la sèrie Bout de Zan.

## Repartiment
- René Poyen : Bout de Zan